# Cristobalita
Cristobalita é um polimorfismo do quartzo, encontrado em pedras ígneas localizadas em áreas de atividade vulcânica, usado em estudos científicos .Seus cristais provêem informação fundamental para como cristais formam e como eles mudam em ambientes diferentes.

## Generalidades
Nome: Cristobalita
Nome Químico: Dióxido de Silício
Localidade: Cerro San Cristóbal, México
Origem do seu nome: Devido à localidade de San Cristóbal (México)
Origem: Mineral, biogênica ou sintética
Ambiente: Borne-vulcânico, magmático e secundário

### Ocorrência
Cerro San Cristóbal, Pachuca, no México (origem do seu nome), Pequeno Lago, Fontes termais de Coso, Cia. de Inyo, Califórnia; Parque nacional de Lago de Cratera, Cia. de Klamath, Oregon; as Montanhas de San Juan no Colorado; Precipício de obsidiana em Parque nacional de Yellowstone, Wyoming; e Mt. Lassen em Lassen Parque nacional Vulcânico na Califórnia.

### Composição Química
Nome Químico: Dióxido de silício
Fórmula Química: SiO2
Composição: 
Peso Molecular: 60,08 g/mol
- Silício  ( Si )   46,74%
- Oxigênio ( O )   53,26%

### Cristalografia
Estrutura de rede:
β - cristobalita: Cúbica ( fcc );
α - cristobalita: Tetragonal ( sendo ao mesmo tempo pseudocúbica)
Dimensões da célula: 
a = 4.971 Ǻ
c = 6.918 Ǻ     
Relações axiais: a:c = 1: 1.39167;
Densidade calculada: = 2.33g/cm3.

### Propriedades Físicas
Clivagem: Nenhum;
Cor: cinzento azul, marron, cinzento, amarelo e branco;
Transparência : Translúcido a transparente; 
Hábitos: - agregados esféricos, arredondados, cristalinos (forma encontrada na natureza );
fino esférico: ocorre como cristais
feitos sob medidas finas; 
Dureza: 6,5 ;
Luminescence: Não fluorescente;
Magnetismo: Não magnético.